# Eugenio Calabi
Eugenio Calabi (Milaan, 11 mei 1923 – Bryn Mawr (Pennsylvania), 25 september 2023) was een Italiaans-Amerikaans wiskundige en hoogleraar aan de Universiteit van Pennsylvania. Calabri is gespecialiseerd in differentiaalmeetkunde, partiële differentiaalvergelijkingen en de toepassingen daarvan.
Als een undergraduate op MIT was Calabi in 1946 een Putnam Fellow. In 1950 behaalde  hij zijn Ph.D. aan de Universiteit van Princeton. Zijn adviseur bij zijn doctoraat was Salomon Bochner. Hij verkreeg later een hoogleraarschap aan de Universiteit van Minnesota.
In 1964 trad Calabi toe tot de wiskundefaculteit van de Universiteit van Pennsylvania. Nadat de grote Duits-Amerikaanse wiskundige Hans Rademacher met emeritaat was gegaan werd Calabi in 1967 benoemd als de Thomas A. Scott Lectoraat Professorship in de wiskunde aan de Universiteit van Pennsylvania. In 1991 won hij de Steele-prijs van de American Mathematical Society voor zijn werk in de differentiaalmeetkunde. In 1994 ging Calabi met emeritaat. In 2012 werd hij fellow van de American Mathematical Society
Zijn werk aan het vermoeden van Calabi voor Kähler-metrieken leidde tot de ontwikkeling van de Calabi-Yau-variëteiten.
Calabi overleed op 100-jarige leeftijd.